# Mistrzostwa Świata w Siatkówce Plażowej 2009
Rezultaty 7. MŚ w siatkówce plażowej, które odbyły się w dniach 26 czerwca–5 lipca 2009 roku w Stavanger.

## Mężczyźni
| Lp. | Zawodnicy                           | Medal |
| --- | ----------------------------------- | ----- |
| 1   | Julius Brink Jonas Reckermann       |       |
| 2   | Alison Cerruti Harley Marques Silva |       |
| 3   | Todd Rogers Phil Dalhausser         |       |

## Kobiety
| Lp. | Zawodnicy                         | Medal |
| --- | --------------------------------- | ----- |
| 1   | April Ross Jennifer Kessy         |       |
| 2   | Juliana Felisberta Larissa França |       |
| 3   | Talita Antunes Maria Antonelli    |       |